# Jack Standing
Pour les articles homonymes, voir Standing.
Jack Standing (né le 10 février 1886 à Londres, mort le 25 octobre 1917 à Los Angeles) est un acteur anglais ayant fait sa carrière aux États-Unis.

## Biographie
Il est le fils de l'acteur de théâtre Herbert Standing et le frère Wyndham Standing (1880–1963). Il commence sa carrière dans les théâtres de Broadway, notamment The Belle of New York ou Florodora, avant de rejoindre la compagnie Biograph en 1909. Grâce à son physique il se voit rapidement proposer des rôles principaux, et signe avec Siegmund Lubin en 1911. Il apparaît dans plus de 50 films.
Il meurt d'une pneumonie à l'âge de 31 ans. Il a été marié et a eu un fils, Jack Standing Jr., qui  est apparu dans quelques films en tant qu'enfant.

## Filmographie partielle
- 1914 :  Les Périls de Pauline (The Perils of Pauline) : Ensign Summers
- 1914 : Detective Craig's Coup: Bob Brierly
- 1914 : The Price He Paid : le Docteur
- 1915 : The Road o' Strife
- 1915 : Fanchon the Cricket : Landry Barbeau
- 1915 : The Son : Gene Harlow
- 1915 : The Blindness of Devotion
- 1916 : The Evangelist : Rex Allen
- 1916 : Le Justicier (Hell's Hinges) : rév. Robert Henley
- 1916 : Civilization's Child : Nicolay Turgenev
- 1917 : One Touch of Sin : Richard Mallaby
- 1917 :  The Price of Her Soul : Snap Gun Connor
- 1917 : The Innocent Sinner : Walter Benton
- 1917 : The Amazons (en) (non crédité)
- 1917 : The Curse of Eve : Leo Spencer
- 1918 : With Hoops of Steel : Paul Delarue